# 쇼트케이크
쇼트케이크(shortcake)는 일반적으로 쇼트브레드로 만든 케이크를 가리킨다. 지역별 선호도에 따라 일본에서 만들어진 것처럼 스폰지 케이크까지 다양하게 변형이 나타날 수 있다.

## 역사
쇼트케이크라는 이름에서 '쇼트'는 일반적으로 버터나 라드와 같은 지방을 첨가하여 잘 부스러지거나 바삭한 것을 뜻한다. 쇼트케이크라는 용어가 최초로 언급된 것은 1588년에 출판된 두 번째 영국의 요리책 "The Good Huswifes Handmaid for Cookerie in her Kitchen" (London, 1588)에서였다. 이 책에서는 밀가루, 크림, 설탕, 달걀 노른자, 향신료로 만든 영국식의 쿠키나 비스킷으로 설명되었다.
딸기는 "The Ohio Cultivator" (Columbus)의 1845년 6월 1일호(86페이지)에 실린 "Strawberry cake" 레시피에 처음 재료로 들어갔다. 이 레시피는 필라델피아의 엘리자 레슬리(Eliza Leslie)가 "The lady's receipt-book" (1847)에서 대중화되었다. 이 "딸기 케이크"는 밀가루, 버터, 계란, 설탕을 넣고 이스트를 넣지 않은 두꺼운 쿠키를 재료로 한다. 이때 쿠키와 신선한 딸기를 층층이 쌓고, 단단한 설탕과 계란 흰자를 이용한 당의(糖衣)로 덮어서 완성했다.
1800년대에는 북미에서 베이킹 소다와 베이킹 파우더를 팽창제로 사용하기 시작하면서 제과 제빵에 혁명이 일어났고 비스킷 스타일의 쇼트케이크를 만들 수 있게 되었다. 1850년대까지 발효된 쇼트케이크는 미국 딸기 케이크의 인기 있는 페이스트리였으며, 딸기 쇼트케이크라는 용어가 확립되었다.

1860년대에는 쇼트케이크와 딸기에 크림을 붓기 시작했다. "Genesse Farmer" (Rochester)의 1862년 6월호에는 소다 비스킷, 신선한 딸기, 설탕, 크림을 층층이 쌓은 "딸기 쇼트케이크" 만드는 법이 설명되어 있다. 유사한 조리법이 제인 커닝햄 크롤리(Jane Cunningham Croly)가 쓴 "Jennie June's American Cookery Book" (1866)에도 쓰여 있다. 미국에서 최초로 알려진 흑인 여성이 쓴 요리책인, 말린다 러셀(Malinda Russell)이 쓴 "A domestic cook book" (1866)에도 조리법이 포함되어 있다.

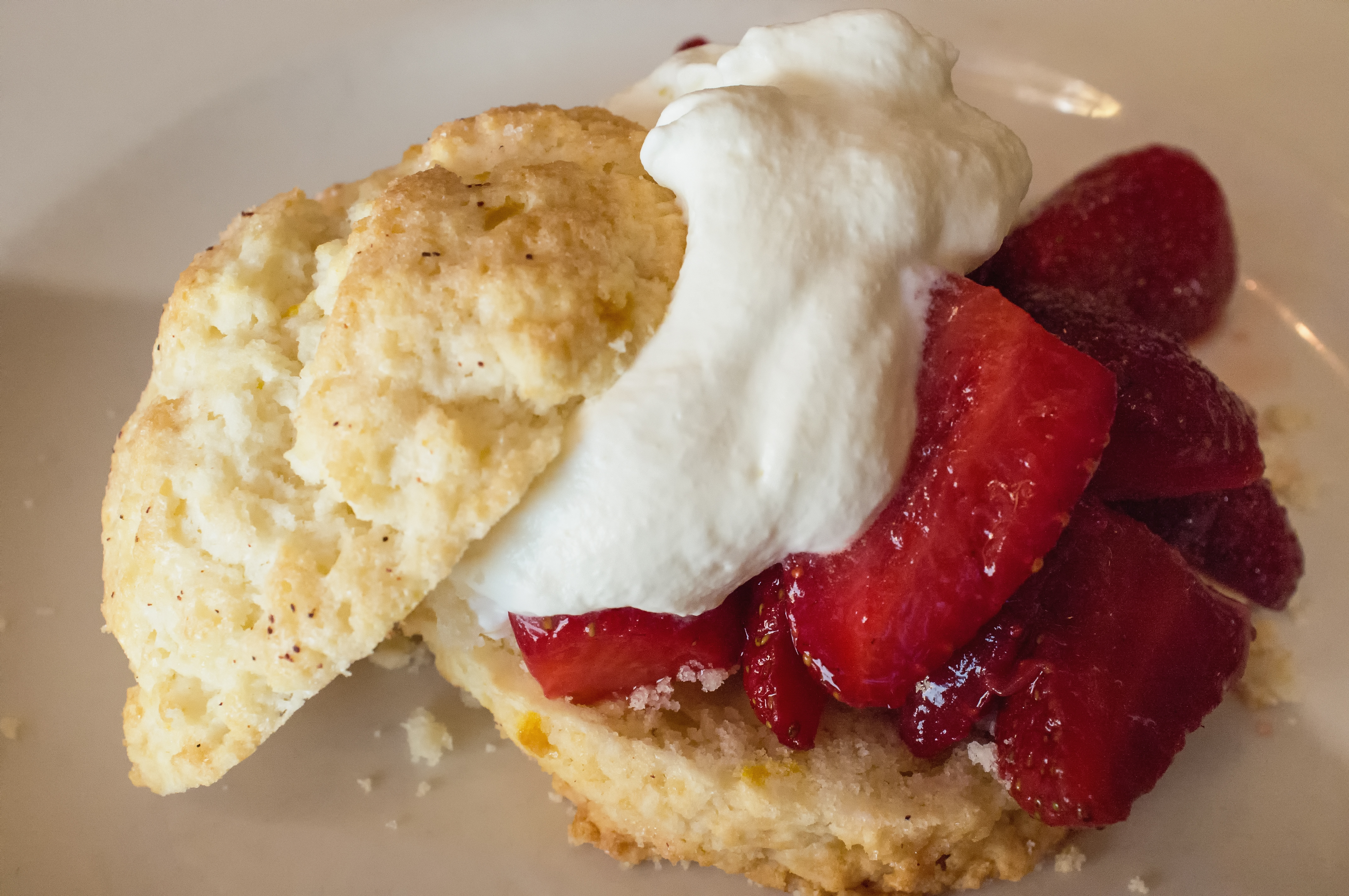
비스킷 베이스의 미국식 딸기 쇼트케이크
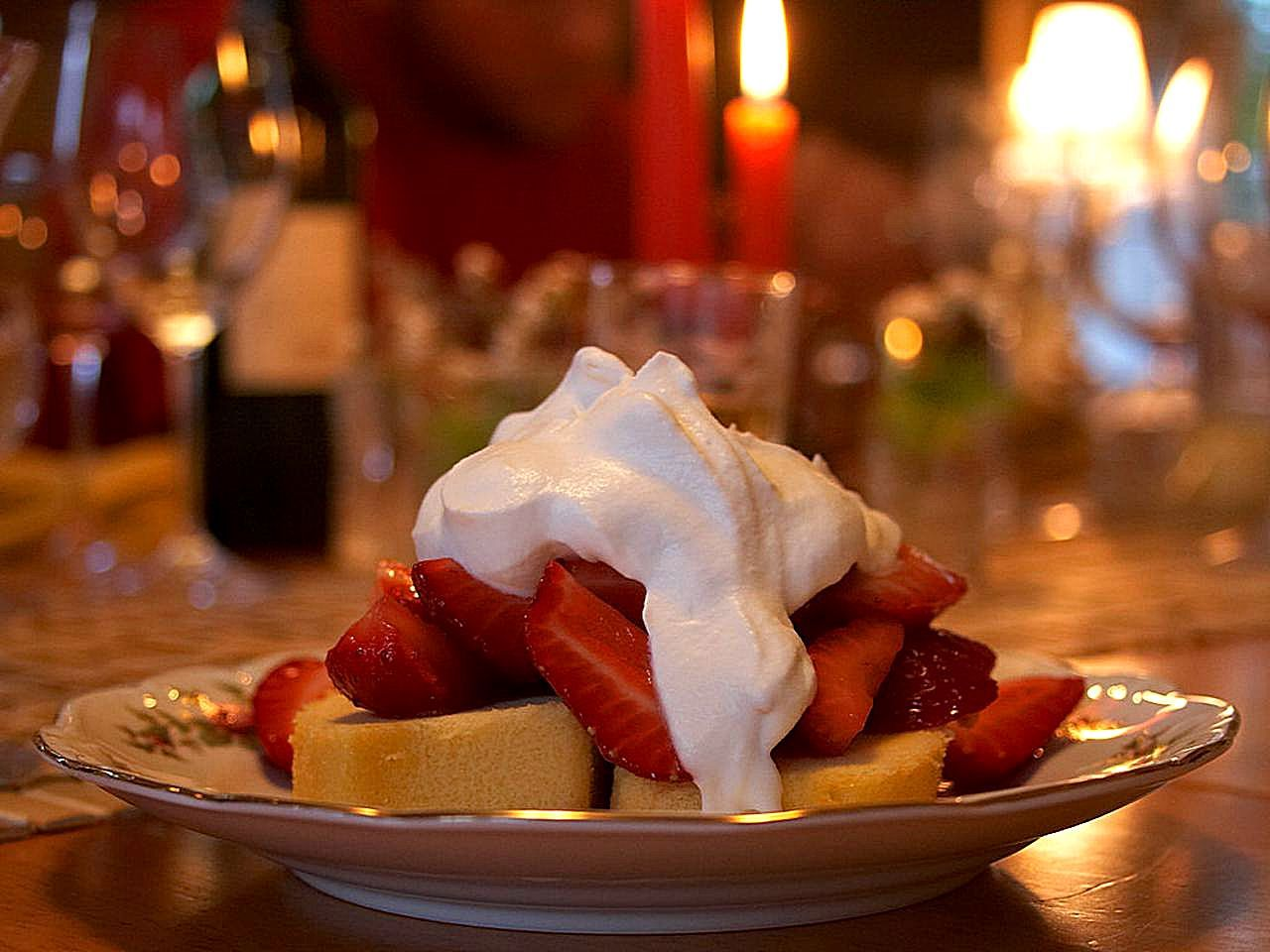
스펀지케이크 베이스의 미국식 딸기 쇼트케이크
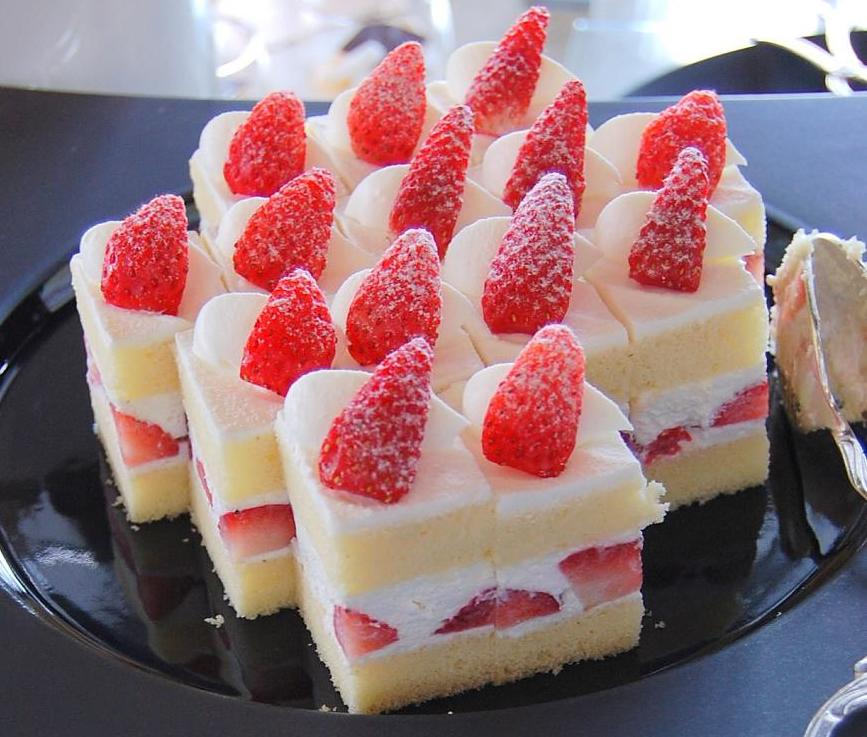
일본식 딸기 케이크
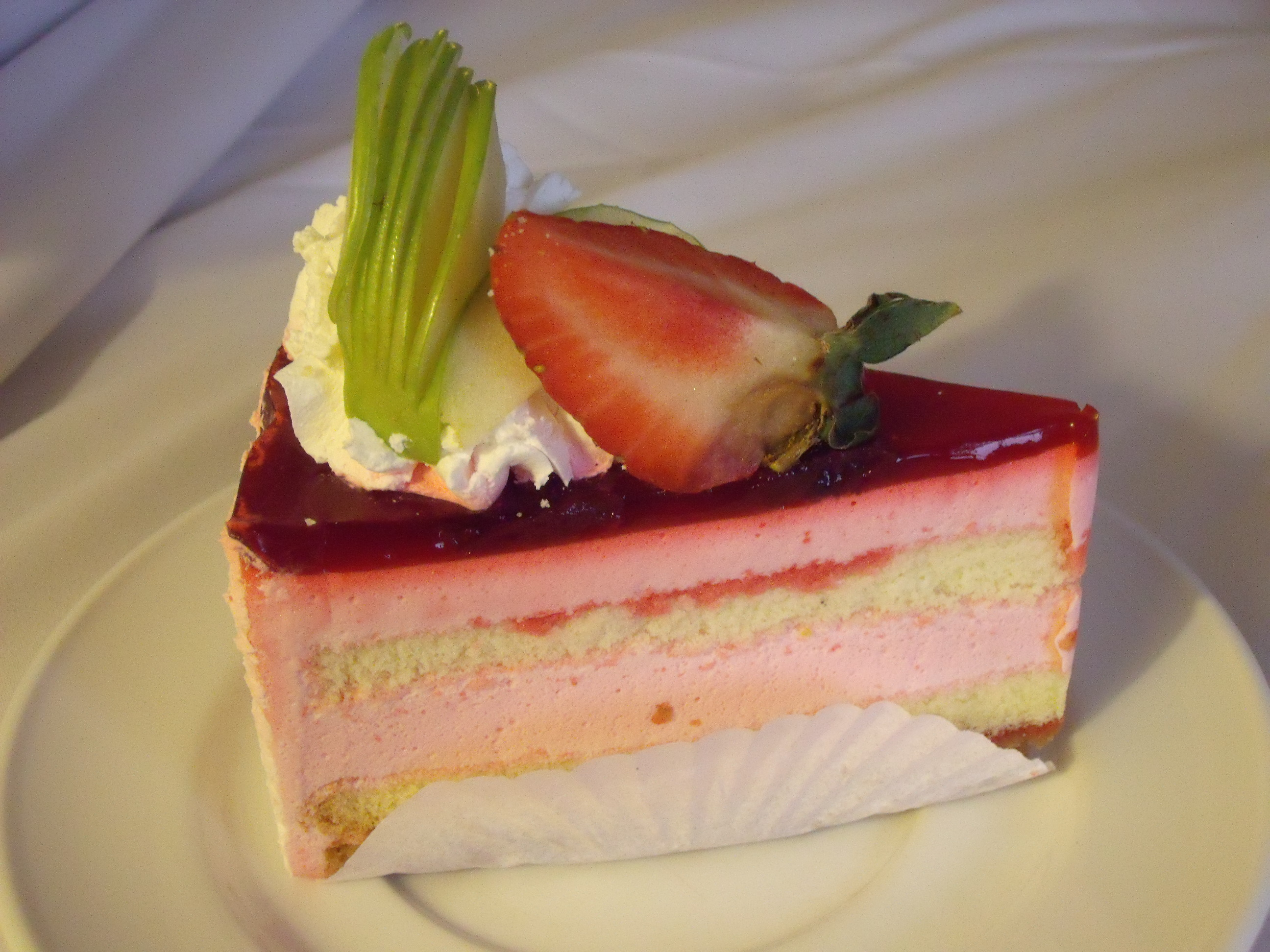
일본식 딸기 케이크

## 조리법
쇼트케이크는 일반적으로 밀가루, 설탕, 베이킹 소다나 베이킹 파우더, 소금, 버터, 우유나 크림, 가끔 달걀을 사용한다. 건조한 상태의 재료들은 섞고 옥수수가루 비슷한 상태가 될 때까지 혼합물에 버터를 잘라 넣는다. 그 다음 액체 상태의 재료들을 혼합물이 촉촉해질 때까지 넣어 쇼튼드 도우(shortened dough)를 만든다. 반죽이 얼마나 젖어 있는지와 개인적인 선호도에 따라서 반죽을 베이킹 시트에 한 스푼씩 떨어뜨리고 베이킹 파우더 비스킷처럼 말아서 자르거나 케이크 팬에 붓는다. 이후에는 비교적 높은 온도에서 굽는다.
딸기 쇼트케이크는 쇼트케이크로 만드는 후식이다. 자른 딸기를 설탕과 섞은 뒤 딸기의 과즙이 많이 나올 때까지 한 시간 정도 둔다. 쇼트케이크를 층으로 쪼갠 뒤 아래쪽은 보통 설탕이나 바닐라로 맛을 내고 딸기, 과즙, 휘핑크림으로 만든 층으로 덮는다. 위쪽에는 더 많은 딸기와 휘핑크림을 추가한다. 간단한 버전으로 쇼트케이크 대신 스폰지 케이크나 콘브레드를 베이스로 사용하기도 한다.
딸기가 가장 널리 쇼트케이크에 쓰이지만 복숭아, 블루베리, 초콜렛, 그 외 비슷한 다른 것들을 사용하기도 한다. 몇몇 레시피에서는 쇼트케이크 자체에 코코넛 등을 이용해 맛을 더하기도 한다.

## 축제
미국에서는 여름 과일 수확을 축하하기 위해 딸기 쇼트케이크 축제가 열리기도 했다. 이러한 전통은 미국 일부 지역에서 이어져 딸기 쇼트케이크의 날인 7월 14일에 기념되고 있다.

## 기록
현재까지 만들어진 딸기 쇼트케이크 중 가장 거대한 것은 필리핀의 라트리니다드에 위치한 마을에서 2004년 3월 20일에 만들어진 케이크이다. 이 케이크의 무게는 9622.23kg에 달했다.

## 같이 보기
- 스트로베리 쇼트케이크, 디저트의 이름을 따서 만들어진 캐릭터